# Oural (Boqueijón)
Oural (llamada oficialmente Santa María de Oural) es una parroquia española del municipio de Boqueijón, en la provincia de La Coruña, Galicia. 

## Entidades de población
Entidades de población que forman parte de la parroquia:
- Dehesa (A Devesa)
- Iglesia (A Eirexe)
- Camporrapado
- Castro
- León
- Lubián
- Casal (O Casal)
- Mato (O Mato)
- Rebordaos
- Villalapaz
- A Silveira

## Demografía
| Gráfica de evolución demográfica de Oural entre 2000 y 2018 |
|                                                             |
| Datos según el nomenclátor publicado por el INE.            |